# Asplenium sebungweense
Asplenium sebungweense är en svartbräkenväxtart som beskrevs av John Eric Burrows. Asplenium sebungweense ingår i släktet Asplenium och familjen Aspleniaceae. Inga underarter finns listade.